# Sangiran 4

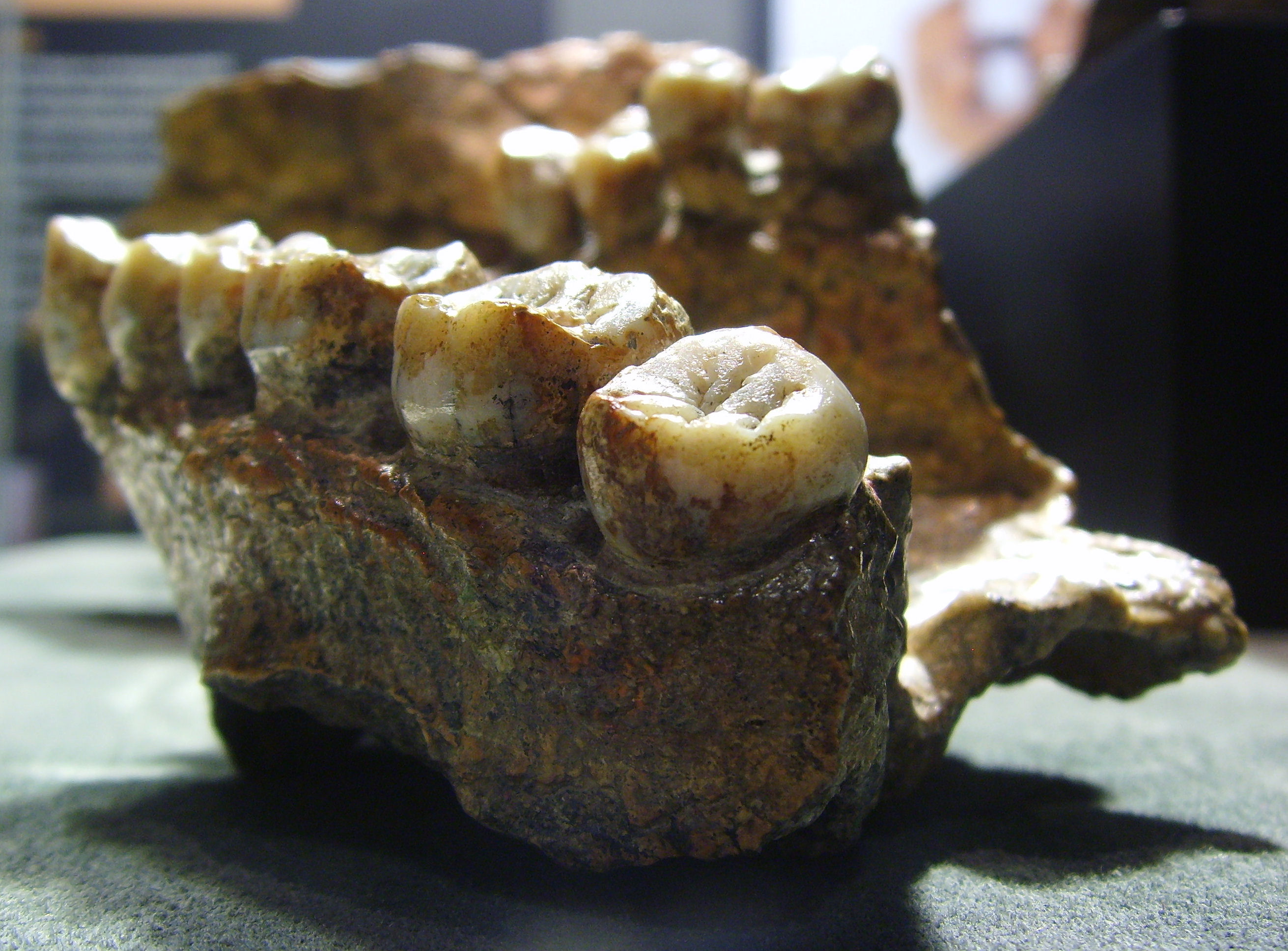
Fossile del palato Sangiran 4, esposto al Senckenberg-Museum, Francoforte, Germania

Sangiran 4, noto anche come  Pithecanthropus IV , è un insieme di fossili relativi al cranio e al palato di un ominide della specie Homo erectus scoperti a Sangiran in Indonesia, tra il 1937 e il 1938.

## Descrizione
Il palato dell'esemplare presenta una serie di morfologie più primitive rispetto agli altri esemplari  ritrovate nel sito di Sangiran, tanto da farne dubitare l'attribuzione alla specie Homo erectus.